# O Monstro de Santa Teresa
O Monstro de Santa Teresa é um filme brasileiro de 1975, com direção de William Cobbett.

## Elenco[1]
- José Amaro
- Catalina Bonaky
- Alan Cobbett
- Isolda Cresta… Angélica
- Tony Ferreira
- Ivone Gomes
- Wilson Grey
- Paulo Luz
- Zezé Macedo
- Célia Maracajá
- Pedro Müller
- Mário Paris
- Inaldo Priolli
- Luiz Armando Queiroz
- Fernando Reski
- Maria Rita
- Vera Teo
- Angélica Vitória
- Victor Zambito